# ジョニー・ラビン
ジョン・"ジョニー"・ラビン (John "Johnny" Lavin、1856年頃 - 1893年以降) は、アメリカ合衆国・ニューヨーク州出身の元プロ野球選手である。メジャーリーグベースボール（MLB）が本格化する前の19世紀に1シーズンだけプレーした。

## 経歴
1880年代の非常に古い選手であり、利き腕や打席の左右は不明である。1856年頃に生まれ、少なくとも1893年までは生存していた。
1884年9月10日、アメリカン・アソシエーションのセントルイス・ブラウンズ (現在のセントルイス・カージナルス) でメジャーデビューを果たした。そこから約1ヵ月間ブラウンズでプレーし、10月15日の試合を最後にMLBの舞台から退いた。16試合に出場して打率.212であった。16試合全てで外野の守りに就き、6失策・守備率.750であった。

## 詳細情報

### 年度別打撃成績 (MLB)
| 年 度     | 球 団     | 試 合 | 打 席 | 打 数 | 得 点 | 安 打 | 二 塁 打 | 三 塁 打 | 本 塁 打 | 塁 打 | 打 点 | 盗 塁 | 盗 塁 死 | 犠 打 | 犠 飛 | 四 球 | 敬 遠 | 死 球 | 三 振 | 併 殺 打 | 打 率 | 出 塁 率 | 長 打 率 | O P S |
| --------- | --------- | ----- | ----- | ----- | ----- | ----- | -------- | -------- | -------- | ----- | ----- | ----- | -------- | ----- | ----- | ----- | ----- | ----- | ----- | -------- | ----- | -------- | -------- | ----- |
| 1884      | STL       | 16    | 56    | 52    | 9     | 11    | 2        | 0        | 0        | 13    | -     | -     | -        | -     | -     | 3     | -     | 1     | -     | -        | .212  | .268     | .250     | .518  |
| 通算：1年 | 通算：1年 | 16    | 56    | 52    | 9     | 11    | 2        | 0        | 0        | 13    | -     | -     | -        | -     | -     | 3     | -     | 1     | -     | -        | .212  | .268     | .250     | .518  |

- 「-」は記録なし。